# Xã Ingram, Quận Randolph, Arkansas
Xã Ingram (tiếng Anh: Ingram Township) là một xã thuộc quận Randolph, tiểu bang Arkansas, Hoa Kỳ. Năm 2010, dân số của xã này là 225 người.